# Ludovic Fabregas
Ludovic Fabregas, född 1 juli 1996 i Perpignan, är en fransk handbollsspelare (mittsexa) som spelar för Telekom Veszprém och Franska landslaget.
Fabregas var med och tog silver med det franska laget vid olympiska sommarspelen 2016 i Rio de Janeiro, och guld i OS 2020 i Tokyo. Vid OS 2020 blev han invald i All-Star Team som bäste mittsexa. Även vid VM 2023 kom han med i All-Star Team. Han blev utsedd till Säsongens bästa mittsexa vid EHF Excellence Awards 2023. Vid EM 2024 blev han uttagen som bäste mittsexa.

## Utmärkelser
- Riddare av Nationalförtjänstorden,  30 november 2016[6]
- Riddare av Hederslegionen,  8 september 2021[7]

[Redigera Wikidata]